# Mässkär
Mässkär är en ö i yttersta havsbandet utanför Jakobstad i Finland.
På ön finns Mässkär naturstation som är en före detta lots- och sjöbevakningsstation.  Den ägs av Forststyrelsen, som bland annat har sommarcafé och -restaurang i byggnaderna. Stationen är öppen sommartid, samt därutöver enligt överenskommelse. Förutom naturstationen finns det cirka 50 privata sommarstugor på Mässkär.
På ön finns också en gästbrygga. Till Mässkär hör den alldeles intilliggande mindre ön Lilla Mässkär.